# Esfirènids

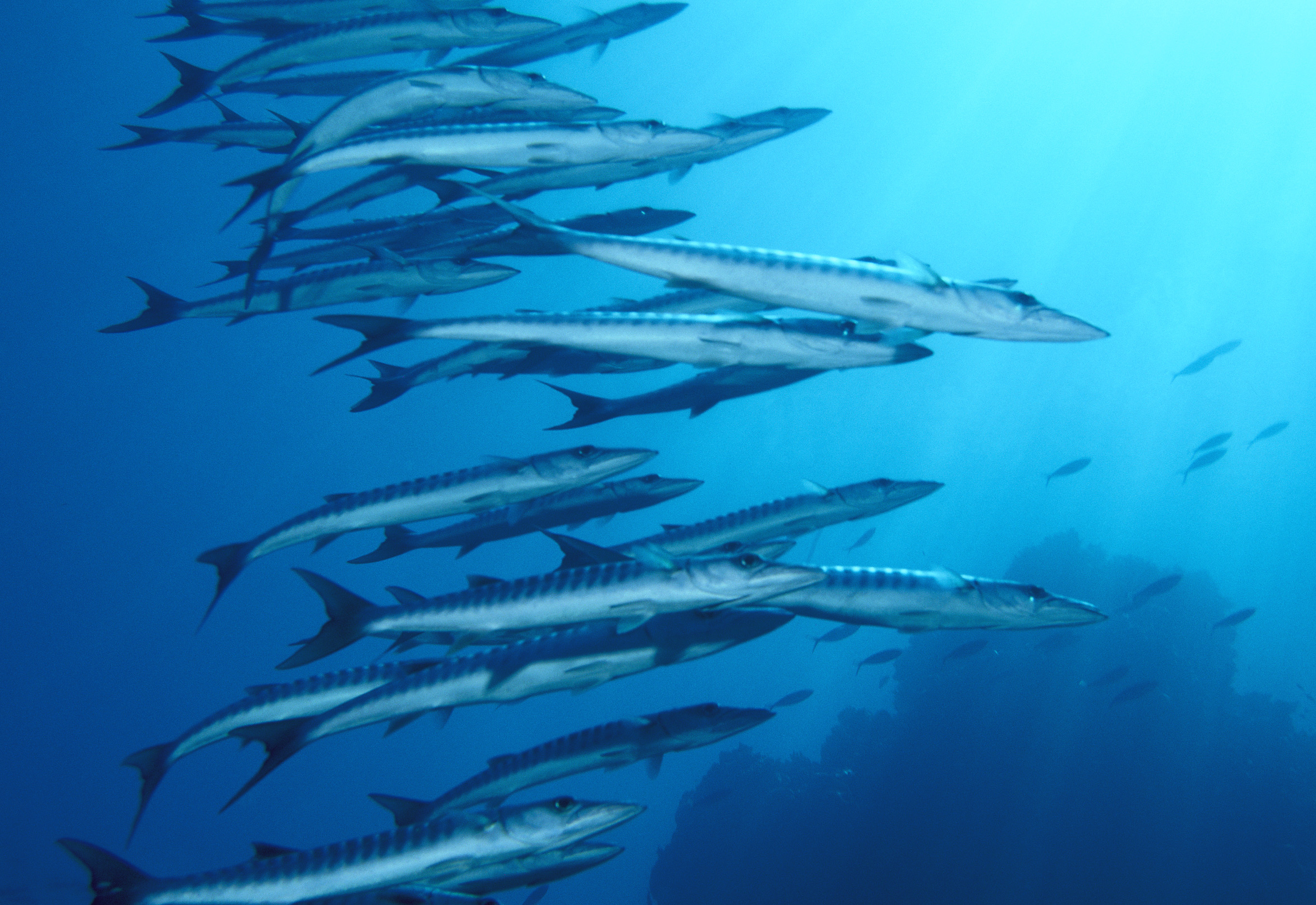
Barracudes

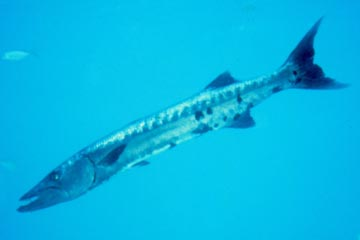
Barracuda fotografiada al Carib.

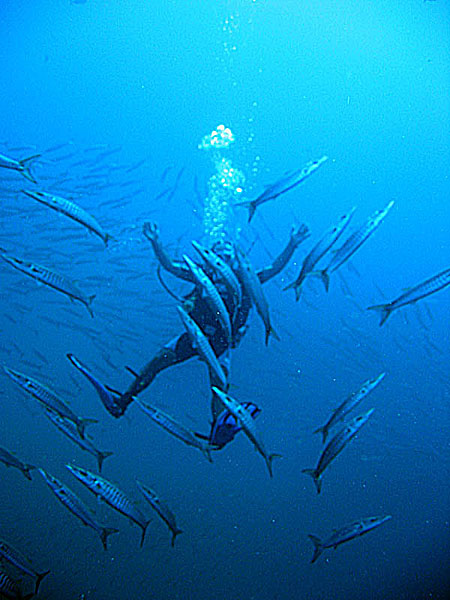
Bussejador enmig d'un banc de barracudes a Tailàndia.

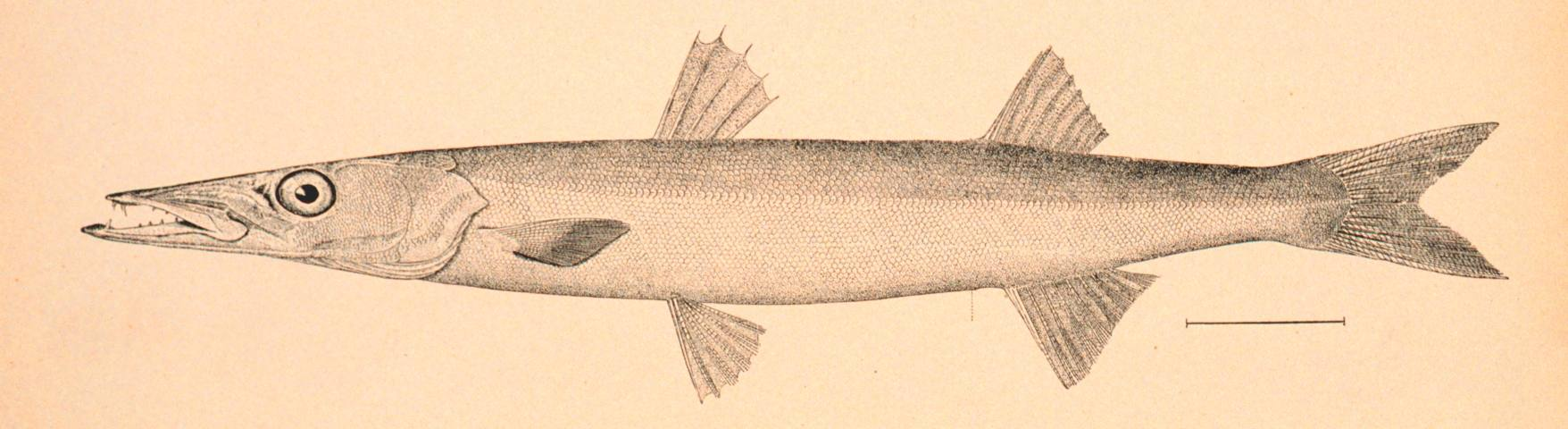
Sphyraena borealis

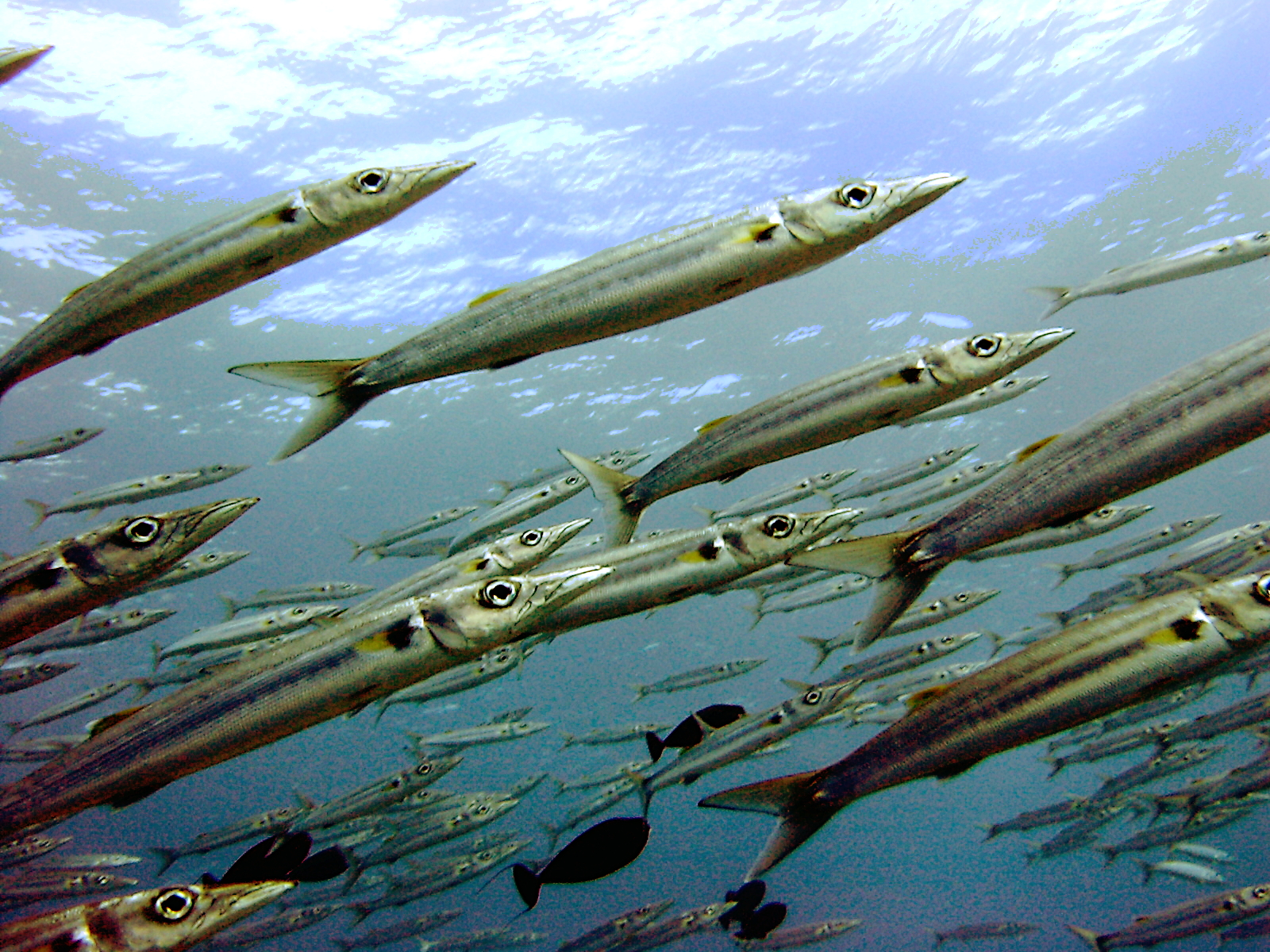
Mola de Sphyraena forsteri

Els esfirènids (Sphyraenidae) són una família de peixos teleostis de l'ordre dels perciformes, d'origen tropical, propis de les mars càlides i que reben el nom genèric de barracudes. Als Països Catalans n'habita una sola espècie, l'espet (Sphyraena sphyraena).

## Morfologia
- Cos bastant allargat amb el cap gros.
- La línia lateral es troba ben definida.
- Presenten una dentadura forta i grossa.
- La mandíbula inferior és major que la superior.
- Presenten dues aletes dorsals molt separades i la caudal fesa.[2][3][4]

## Alimentació
Mengen peixos.

## Hàbitat
Són epipelàgics.

## Distribució geogràfica
Viuen als oceans Índic, Pacífic i Atlàntic.

## Costums
- Arriben a formar bancs nombrosos.
- Poden assolir velocitats de fins a 43 km/h.[5]

## Taxonomia
N'hi ha 26:
- Sphyraena acutipinnis (Day, 1876).
- Sphyraena afra (Peters, 1844).
- Sphyraena argentea (Girard, 1854).
- Sphyraena barracuda (Edwards in Catesby, 1771)).
- Sphyraena borealis (DeKay, 1842).
- Sphyraena chrysotaenia (Klunzinger, 1884).
- Sphyraena ensis (Jordan & Gilbert, 1882).
- Sphyraena flavicauda (Rüppell, 1838).
- Sphyraena forsteri (Cuvier, 1829).
- Sphyraena guachancho (Cuvier, 1829).
- Sphyraena helleri (Jenkins, 1901).
- Sphyraena iburiensis (Doiuchi & Nakabo, 2005).
- Sphyraena idiastes (Heller & Snodgrass, 1903).
- Sphyraena japonica (Cuvier, 1829).
- Sphyraena jello (Cuvier, 1829).
- Sphyraena lucasana (Gill, 1863).
- Sphyraena novaehollandiae (Günther, 1860).
- Sphyraena obtusata (Cuvier, 1829).
- Sphyraena picudilla (Poey, 1860).
- Sphyraena pinguis (Günther, 1874).
- Sphyraena putnamae (Jordan & Seale, 1905).
- Sphyraena qenie (Klunzinger, 1870).
- Espet (Sphyraena sphyraena) (Linnaeus, 1758).
- Sphyraena tome (Fowler, 1903).
- Sphyraena viridensis (Cuvier, 1829).
- Sphyraena waitii (Ogilby, 1908).[6][7]